# Sajóbábony
Sajóbábony là một thành phố thuộc hạt Borsod-Abaúj-Zemplén, Hungary. Thành phố này có diện tích 13,43 km², dân số năm 2010 là 2827 người, mật độ 210 người/km².